# Neodillonia
Neodillonia is een kevergeslacht uit de familie van de boktorren (Cerambycidae). De wetenschappelijke naam van het geslacht werd voor het eerst geldig gepubliceerd in 1984 door Monné & Fragoso.

## Soorten
Neodillonia omvat de volgende soorten:
- Neodillonia albisparsa (Germar, 1824)
- Neodillonia waltersi Nearns & Swift, 2011